# Naturschutzgebiet Buschei

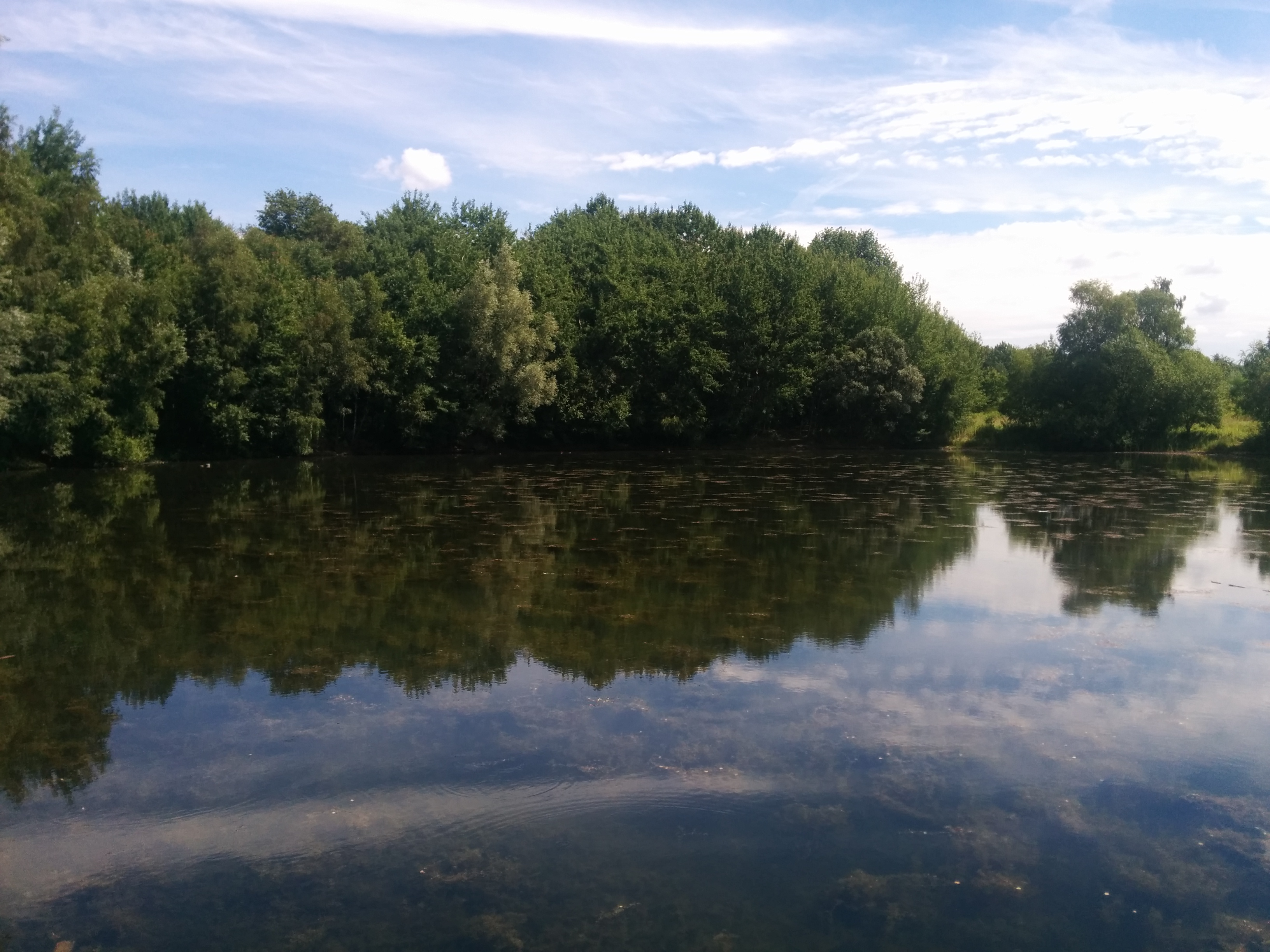
„Wulfscher Teich“, ehemaliger Löschwasserteich im Naturschutzgebiet Buschei, Dortmund

Das Naturschutzgebiet Buschei ist ein ausgedehntes Waldgebiet im Dortmunder Osten und umfasst Teile der Gemarkungen Brackel und Kurl. Es hat eine Fläche von 77,3980 ha. Im Norden grenzt das Naturschutzgebiet an die Eisenbahnstrecke der Cöln-Mindener Eisenbahn, in der Nähe des Bahnhofes Dortmund-Scharnhorst und dem dahinter liegenden Naturschutzgebiet Alte Körne. Es schließt sich südlich des renaturierten Körnebachs an. 1999 erfolgte die einstweilige Sicherstellung durch die Bezirksregierung Arnsberg, die Unterschutzstellung erfolgte am 2. September 2005 durch die 1. Änderung der Landschaftspläne Dortmund-Nord und Dortmund-Mitte.

## Beschreibung
Das Naturschutzgebiet entstand als militärische Sperrzone. Bereits vor dem Zweiten Weltkrieg als Fliegerhorst Dortmund-Brackel, später durch die Britische Rheinarmee und die Bundeswehr genutzt, war das Gelände jahrzehntelang nicht betretbar. Nach dem Abzug der Britischen Streitkräften im Jahre 1995 erfolgte eine Umnutzung und es wurde das Gebiet schnell unter Schutz gestellt, um seine Unberührtheit zu erhalten. An das Naturschutzgebiet grenzen im Westen ein Golfplatz mit älterem Baumbestand sowie im Südwesten das Neubaugebiet Hohenbuschei mit dem Trainingsgelände von Borussia Dortmund. Diese liegen auf dem Gelände des ehemaligen Flughafens, auf dem die Briten eine Raketenstellung betrieben.
Auf dem eigentlichen Gelände der Buschei war während des Zweiten Weltkrieges eine Munitionsfabrik in Betrieb. Deren Überreste, Bunker, von der britischen Besatzungsarmee nicht immer erfolgreich gesprengt, sind noch heute vorhanden. Wegen im Wald liegender Munitionsreste war das Gelände viele Jahre mit einem polizeilich kontrollierten Betretungsverbot versehen. In der Buschei, die im Westen an den ehemaligen Flughafen Dortmund angrenzt, baute die Bundeswehr eine Standortschießanlage, die hauptsächlich von den in Unna stationierten Einheiten der 7. Panzerdivision genutzt wurde. Zur Erschließung der Anlage wurde von der Asselburgstraße ausgehend Anfang der 1960er Jahre die noch immer genutzte Betonstraße gebaut. Diese sogenannte „Panzerstraße“ wurde allerdings nie von Panzern befahren.
Das Naturschutzgebiet besteht aus dem Buschei-Wald, einem reinen Laubwald mit alten Eichen- und Hainbuchenbeständen, durchsetzt mit Buchen und Wald-Flattergras, daran reichen offene Grasflächen, u. a. auch die ehemalige Weide der Offizierspferde. Im Wald die Reste der Bunkeranlagen der Munitionsfabrik und der Schießanlagen sowie mehrere neu angelegte Teiche. Umgeben ist das Gebiet von Ackerflächen.

## Schutzziele
Dank seiner Jahrzehntelangen relativen Unberührtheit weist das Naturschutzgebiet ein hohes ökologisches Entwicklungspotenzial auf. Die wichtigsten Schutzziele sind der Erhalt und die Entwicklung des vorhandenen Waldkomplexes und des Brach- und Offenlandes.